# Cranborne Chase

Localização de Cranborne Chase na Grã-Bretanha.

Cranborne Chase é um platô de giz no centro do sul da Inglaterra, englobando os condados de Dorset, Hampshire e Wiltshire. A planície é parte da Formação de Giz inglesa e é unida a Salisbury Plain e West Wiltshire Downs a norte, e Dorset Downs a sudoeste. A ladeira escarpada das montanhas confronta o Vale Blackmore a oeste e, em certa medida, o Vale de Wardour a norte.